# Macroagelaius imthurni
El moriche de los tepuyes o chango de tepuy (Macroagelaius imthurni) es una especie de ave paseriforme de la familia Icteridae propia del norte de América del Sur.

## Hábitat
Se encuentra en el norte de Brasil, Guyana y Venezuela.
Vive en la canopia y los bordes del bosque húmedo de montaña de los tepuyes, entre los 500 y 2.000 m de altitud.

## Descripción
El macho mide en promedio 28 cm de longitud y la hembra 25,5 cm. El plumaje es negro lustroso azulado, con las plumas del lomo con orilla metálica; presenta mechones pectorales axilares de color amarillo dorado.